# Festuca viviparoidea
Festuca viviparoidea là một loài thực vật có hoa trong họ Hòa thảo. Loài này được Krajina ex Pavlick mô tả khoa học đầu tiên năm 1984.